# بوني كريستنسن
بوني كريستنسن (بالإنجليزية: Bonnie Christensen)‏ هي كاتِبة ورسامة توضيحية أمريكية، ولدت في 23 يناير 1951، وتوفيت في 12 يناير 2015 بسبب سرطان المبيض.

## وصلات خارجية
- الموقع الرسمي